# Zena Grey
Zena Lotus Grey (New York, 15 november 1988) is een Amerikaanse actrice. Ze werd als kind bekend met haar rollen in de films Snow Day en Max Keeble's Big Move.
Grey's ouders zijn Allyson en Alex Grey, twee bekende kunstenaars. Ze stond vaak model in hun werken. 
Grey's eerste acteerrol was in het theaterstuk The Herbal Bed. In 1999 had ze haar eerste kleine filmrol te pakken in
The Bone Collector. In 2000 speelde ze mee in Snow Day en in 2001 in Max Keeble's Big Move.

## Filmografie
- Library of Congress Control Number: no2008138545
- Virtual International Authority File: 44120552
- WorldCat: E39PBJkT6R3BcMYpvMydkHjKVC